# Fromy
Fromy település Franciaországban, Ardennes megyében. Lakosainak száma 85 fő (2022. január 1.). Fromy Linay, Margut, Moiry, Puilly-et-Charbeaux és Villy községekkel határos.

## Népesség
A település népességének változása:
| Lakosok száma | 152  | 125  | 90   | 83   | 82   | 83   | 82   | 82   | 84   | 85   |
|               | 1968 | 1982 | 1990 | 2006 | 2013 | 2015 | 2017 | 2019 | 2020 | 2022 |